# Bordeaux-Saint-Clair
Bordeaux-Saint-Clair is een gemeente in het Franse departement Seine-Maritime (regio Normandië) en telt 585 inwoners (2005). De plaats maakt deel uit van het arrondissement Le Havre.

## Geografie
De oppervlakte van Bordeaux-Saint-Clair bedraagt 10,3 km², de bevolkingsdichtheid is 56,8 inwoners per km².
De onderstaande kaart toont de ligging van Bordeaux-Saint-Clair met de belangrijkste infrastructuur en aangrenzende gemeenten.

## Demografie
Onderstaande figuur toont het verloop van het inwonertal (bron: INSEE-tellingen).